# Bendigo Women's International 2 2013
Il Bendigo Women's International 2 2013, noto anche come William Loud Bendigo International per motivi di sponsorizzazione, è stata la sesta edizione di un torneo di tennis facente parte della categoria ITF Women's Circuit nell'ambito dell'ITF Women's Circuit 2013. Il torneo si è giocato a Bendigo in Australia dal 28 ottobre al 3 novembre 2013 su campi in cemento e aveva un montepremi di $50,000.

## Partecipanti

### Teste di serie
| Nazionalità | Giocatrice       | Ranking* | Testa di serie |
| ----------- | ---------------- | -------- | -------------- |
| Stati Uniti | Irina Falconi    | 153      | 1              |
| Australia   | Olivia Rogowska  | 171      | 2              |
| Australia   | Casey Dellacqua  | 181      | 3              |
| Russia      | Arina Rodionova  | 203      | 4              |
| Giappone    | Sachie Ishizu    | 210      | 5              |
| Estonia     | Anett Kontaveit  | 234      | 6              |
| Francia     | Irena Pavlović   | 242      | 7              |
| Australia   | Monique Adamczak | 249      | 8              |

- Ranking al 21 ottobre 2013.

### Altre partecipanti
Giocatrici che hanno ricevuto una wild card:
- Zoe Hives
- Nicole Hoynaski
- Ashley Keir
- Karolina Wlodarczak

Giocatrici che sono passate dalle qualificazioni:
- Naiktha Bains
- Emma Hayman
- Karis Ryan
- Varunya Wongteanchai

## Vincitrici

### Singolare
Casey Dellacqua ha battuto in finale  Tammi Patterson con il punteggio di 6–3, 6–1

### Doppio
Monique Adamczak /  Olivia Rogowska hanno battuto in finale  Stephanie Bengson /  Sally Peers con il punteggio di 6–3, 2–6, [11–9]